# Parlamentswahl in Somalia 1969
Die Parlamentswahl im Somalia 1969 fand am 26. März statt und war die letzte freie Wahl in Somalia, bevor im selben Jahr Siad Barre die Macht übernahm und sämtliche Parteien verbot.
Gleichzeitig fanden die Kommunalwahlen statt. Fast 900.000 Wähler gaben ihre Stimme ab.
Die Somalische Jugendliga erreichte mit 33,24 % Stimmenanteil 73 Sitze, der Somalische Nationale Kongress elf, die Somalische unabhängige Verfassungspartei acht, die Somali African National Union (SANU) sechs, der Partito Liberale Giovani Somali (PLGS) drei und die SDU auf zwei. 38,79 % der Stimmen verteilten sich auf weitere Parteien, die zusammen 20 Sitze gewannen. Oftmals handelte es sich dabei um einzelne Vertreter, die für ihren jeweiligen Clan kandidierten.
Wie bereits bei der Wahl 1964 wurde ein Großteil der Bisherigen (77 von 123) abgewählt.
Etliche Kandidaten wechselten nach der Wahl zu den erfolgreichen Parteien. So wuchs die Fraktion der SYL bis Ende Mai 1969 von 73 auf 109 Abgeordnete an. Durch die Bildung einer Koalition mit den elf Vertretern der SNC kam die SYL schließlich auf 120 der 123 Sitze.

## Ergebnisse
| Partei                                 | Stimmenanteil | Anzahl Sitze |
| -------------------------------------- | ------------- | ------------ |
| Somali Youth League (SYL)              | 33,24 %       | 73           |
| Somali National Congress (SNC)         | 9,89 %        | 11           |
| Hizbia Dastur Mustaqil al-Sumal (HDMS) | 3,54 %        | 8            |
| Somali African National Union (SANU)   | 5,37 %        | 6            |
| Partito Liberale Giovani Somali (PLGS) | 3,28 %        | 3            |
| Somali Democratic Union (SDU)          | 5,89 %        | 2            |
| Weitere                                | 38,79 %       | 20           |